# Ebrima Sohna
Ebrima Sohna, gambijski nogometaš, * 14. december 1988, Bakau, Gambija.

## Življenjepis
Ebrima je gambijski nogometaš,ki igra za finskega prvoligaša KuPS. Igra na položaju zadnjega zveznega igralca in je tudi gambijski nogometni reprezentant.
Svojo pot je začel v domačem kraju nakar se je podal na Norveško.